# U Glorietu
U Glorietu je přírodní památka poblíž obce Týniště nad Orlicí v okrese Rychnov nad Kněžnou. Důvodem ochrany je zachování cenného lokálního ekotypu týnišťské tzv. pancéřované borovice (Pinus sylvestris), vyznačující se charakteristickým habitem a výrazně deskovitě odlupčitou borkou.

## Galerie

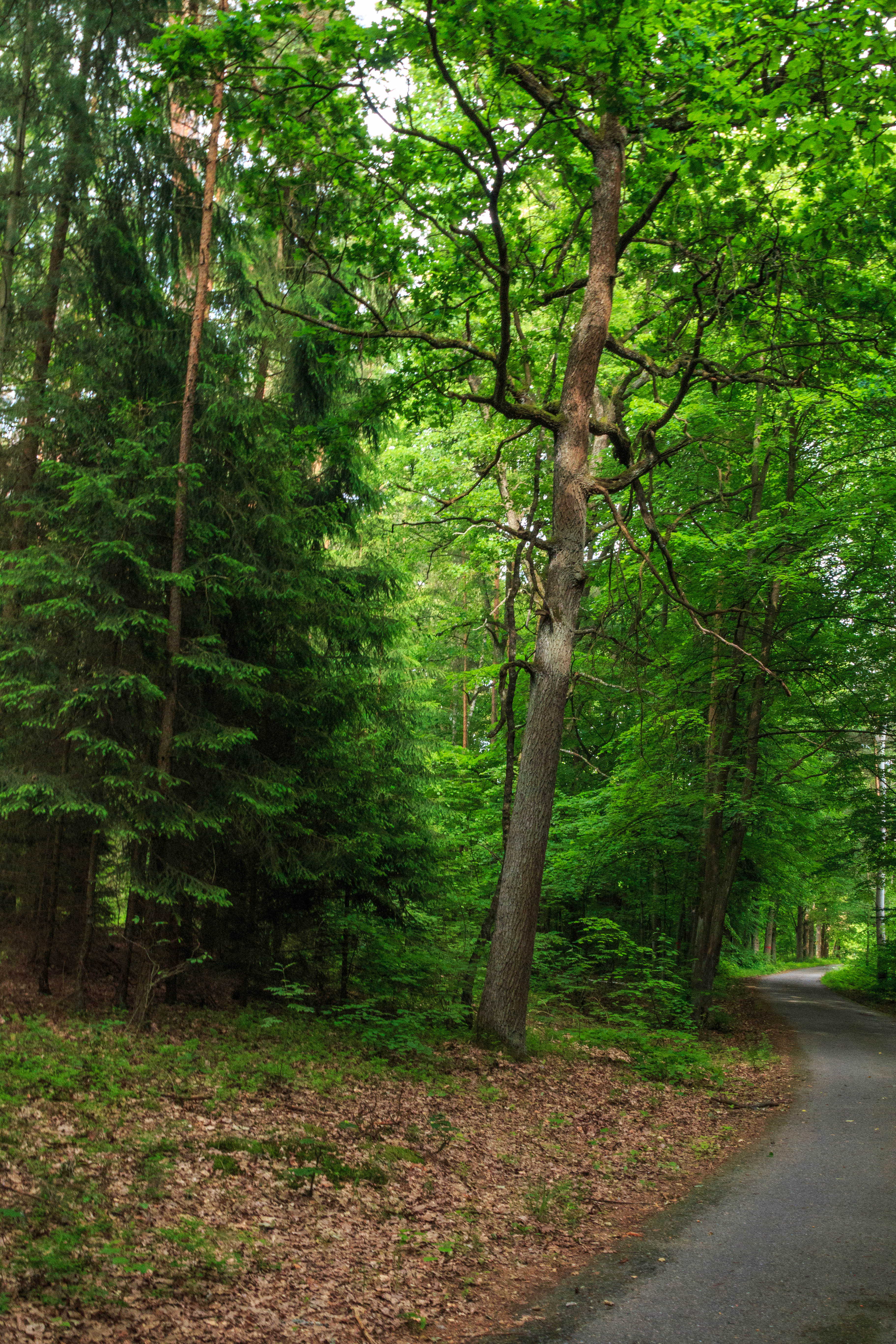
U Glorietu
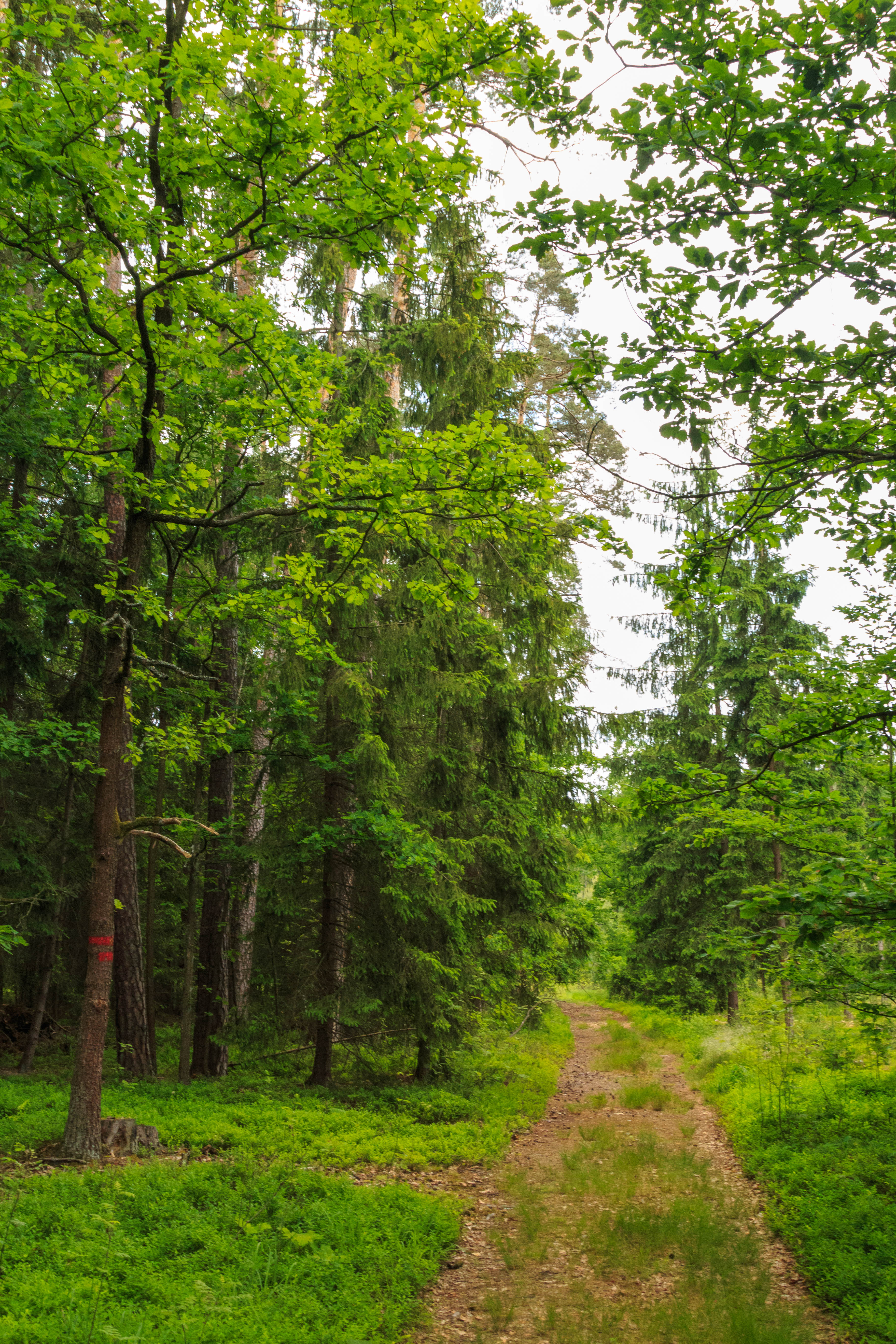
U Glorietu
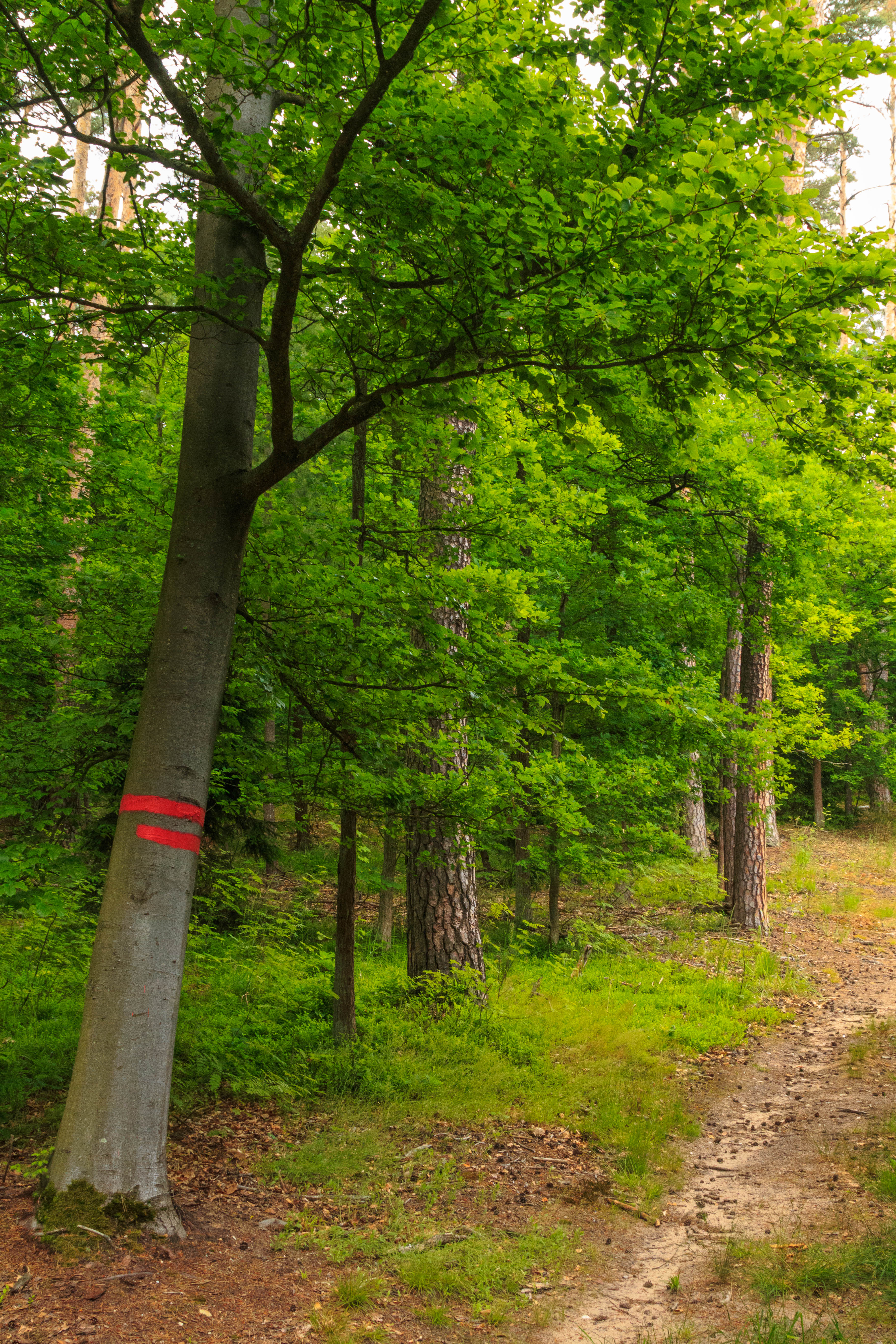
U Glorietu
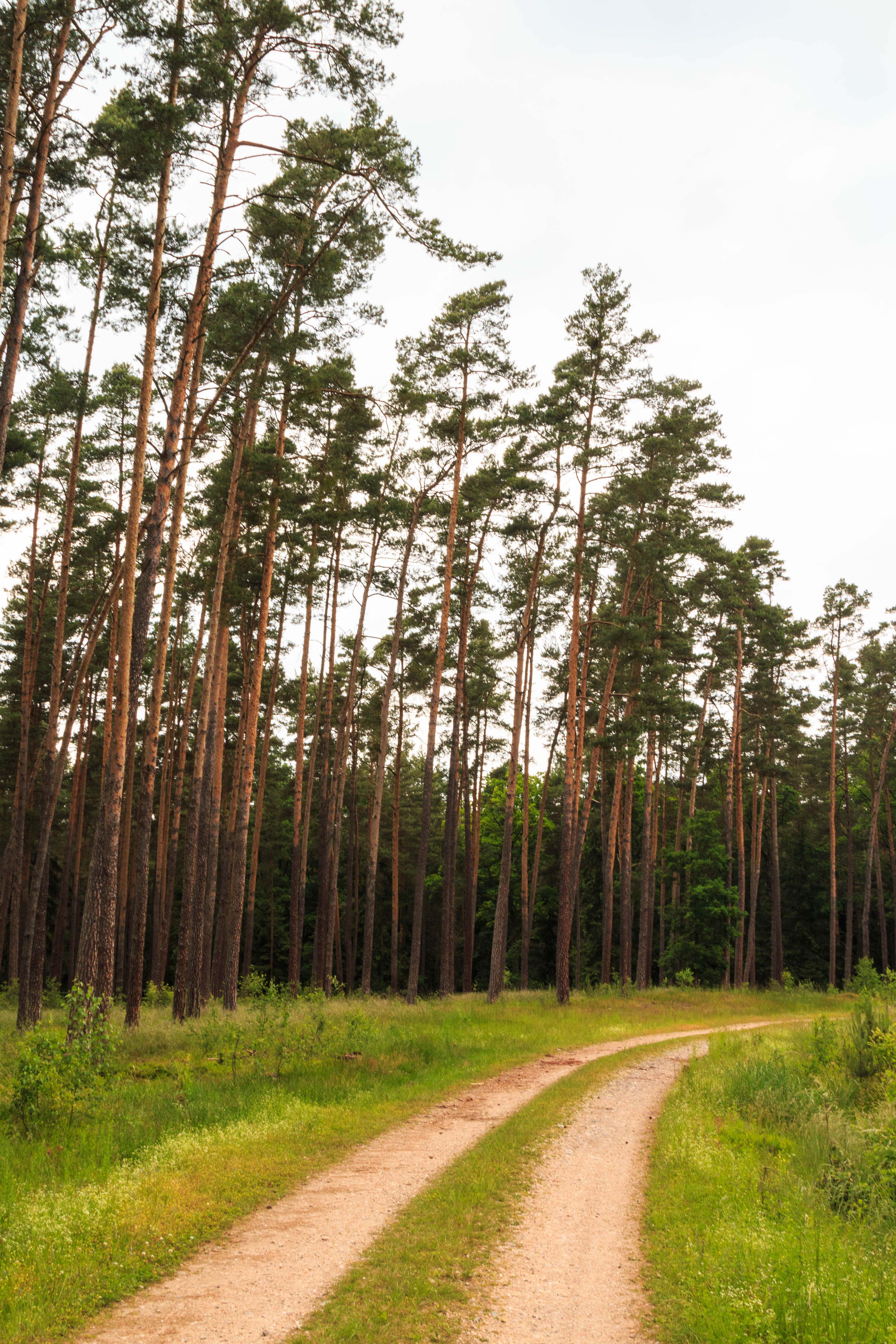
U Glorietu